# Jean Malaquais
Wladimir Jan Pavel Malacki Malacki, conosciuto con lo pseudonimo di Jean Malaquais (Varsavia, 11 aprile 1908 – Ginevra, 22 dicembre 1998), è stato uno scrittore francese d'origine polacca.

## Biografia
Wladimir Jan Pavel Malacki nasce l'11 aprile 1908 a Varsavia da una famiglia ebraica che aveva rinunciato al giudaismo e che in seguito morirà nei campi di concentramento nazisti.
A 17 anni lascia la Polonia e inizia a viaggiare per l'Europa, l'Oriente e l'Africa con l'intento di "scoprire il mondo prima che scomparisse" e sposa Alina Ajzenberg dalla quale ha un figlio, Jean, nel 1932.
Dopo aver intrapreso diversi mestieri tra i quali il minatore e lo scaricatore nei mercati parigini, nel 1935 incontra André Gide che riconosce il suo talento letterario e lo incoraggia a dedicarsi alla scrittura.
Basandosi sulla sua esperienza lavorativa nelle miniere d'argento e piombo di La Londe-les-Maures, nel 1939 esordisce con il romanzo I giavanesi utilizzando il nom de plume di Jean Malaquais (preso in prestito dalla banchina Malaquais di Parigi) e viene insignito del Premio Renaudot. Il suo primo romanzo viene recensito da Lev Trockij che celebra in lui «un nuovo grande scrittore».
Successivamente pubblica il romanzo Pianeta senza visto nel 1947 e nel 1953 Le Gaffeur, opera disptopica ispirata a Franz Kafka e George Orwell prefata da Norman Mailer che viene tradotta in italiano in due occasioni: nel 1958 in forma incompleta con il titolo Il venditore di fumo e nel 2019 in versione integrale come La città senza cielo.
Apolide, nel corso della sua carriera pubblica un diario di guerra, Journal de guerre, nel 1943, delle raccolte di racconti e opere di saggistica tra le quali un saggio sul filosofo Søren Kierkegaard e un pamphlet contro lo scrittore Louis Aragon.
Muore il 22 dicembre 1998 a Ginevra all'età di 90 anni.

## Opere

### Romanzi
- I giavanesi (Les Javanais, 1939), Roma, DeriveApprodi, 2009 traduzione di Ilaria Bussoni e Sandra Gianesini ISBN 978-88-89969-25-0.
- Pianeta senza visto (Planète sans visa, 1947), Milano, Lupetti, 2010 traduzione di Ilaria Bussoni ISBN 978-88-8391-295-5.
- Le Gaffeur (1953)
  - Il venditore di fumo, Milano, Martello, 1958 traduzione di Adriana Castelnuovo Tedesco
  - La città senza cielo, Roma, Cliquot, 2019 traduzione di Elisabetta Garieri ISBN 9788899729264.

### Racconti
- Deux nouvelles de Jean Malaquais (1943)
- Coups de barre (1944)

### Saggi
- Louis Aragon o il patriota di professione - L'intelligenza servile (Le Nommé Louis Aragon ou le patriote professionnel, 1947)
- Søren Kierkegaard: Foi et Paradoxe (1971)
- Correspondance 1935-1950 con André Gide (2000)
- Correspondance 1949-1986 con Norman Mailer (2008)

### Memoir
- Journal de guerre (1943)
- Journal du métèque (1943)

### Teatro
- La Courte paille (1999)

## Premi e riconoscimenti
- Premio Renaudot: 1939 vincitore con I giavanesi
- Guggenheim Fellowship: 1949[11]